# Svenska krigsdekorationer
Svenska krigsdekorationer är en kategori svenska officiella utmärkelser som tilldelas av regeringen (Kungl. Maj:t) för förtjänster i krig. Försvarsmakten har även beslutat att till militär uniform så ska vissa av myndighetens utdelade medaljer för motsvarande förtjänster i strid eller krigsliknande situationer till uniform ska bäras i kategorin svenska krigsdekorationer m.m. Krigsdekorationer till Kungl. Svärdsorden är inte upptagna i Försvarsmaktens instruktion (detta då förläningar av Svärdsorden upphörde 1975 och dekorationerna har inte tilldelats i modern tid).
Krigsdekorationerna (egentligen Kategori B. Svenska krigsdekorationer m.m.) bärs efter värdigheter inom Serafimerorden.

## Historiska svenska krigsdekorationer
- Distinktionstecknet för tapperhet till sjöss - instiftad den 18 juni 1789
- Svensksundsmedaljen och Fredrikshamnsmedaljen - instiftade 1790, och utdelade den 13 februari - 18 september 1791

## Lista över svenska krigsdekorationer m.m.
Nedan de utmärkelser som utdelas av Kungl. Maj:t samt Regeringen och ingående i de svenska krigsdekorationerna:
| Utmärkelse                                            | Förkortning | Släpspänne | Instiftad | Senast utdelad | Utdelad av          |
| ----------------------------------------------------- | ----------- | ---------- | --------- | -------------- | ------------------- |
| Riddare med stora korset av Svärdsorden, första klass | RmstkSO1kl  |            | 1788      | 1942           | Kungl. Maj:ts orden |
| Riddare med stora korset av Svärdsorden               | RmstkSO     |            | 1814      | 1814           | Kungl. Maj:ts orden |
| Medaljen för tapperhet till sjöss i guld              | GMts        |            | 1789      | 1882           | Kungl. Maj:t        |
| Medaljen för tapperhet i fält i guld                  | GMtf        |            | 1789      | 1915           | Kungl. Maj:t        |
| Svärdsordens militärkors i guld                       | SOmk1kl     |            | 1952 2022 | Aldrig utdelad | Regeringen          |
| Medaljen för tapperhet till sjöss i silver            | SMts        |            | 1789      | 1882           | Kungl. Maj:t        |
| Medaljen för tapperhet i fält i silver                | SMtf        |            | 1789      | 1915           | Kungl. Maj:t        |
| Svärdsordens militärkors i silver                     | SOmk2kl     |            | 1952 2022 | Aldrig utdelad | Regeringen          |
| Svärdsordens militärkors i brons                      | SOmk3kl     |            | 1952 2022 | Aldrig utdelad | Regeringen          |

Nedan de utmärkelser som utdelas av Försvarsmakten och som av myndigheten till militär uniform har bärandetillstånd i kategorin krigsdekorationer:
| Utmärkelse                                                     | Förkortning    | Släpspänne | Instiftad | Senast utdelad | Utdelad av     |
| -------------------------------------------------------------- | -------------- | ---------- | --------- | -------------- | -------------- |
| Försvarsmaktens förtjänstmedalj i guld belagt med svärd        | FMGMmsv        |            | 2008      | 2016           | Försvarsmakten |
| Försvarsmaktens medalj för sårade i strid i guld               | FMGMsis        |            | 2011      | -              | Försvarsmakten |
| Försvarsmaktens förtjänstmedalj i silver belagt med svärd      | FMGMsis        |            | 2008      | 2020           | Försvarsmakten |
| Försvarsmaktens medalj för sårade i strid i silver med stjärna | FMSMsismstjärn |            | 2011      | 2012           | Försvarsmakten |
| Försvarsmaktens medalj för sårade i strid i silver             | FMSMsis        |            | 2011      | 2020           | Försvarsmakten |